# 梁平 (房地产商)
梁平，茂名市政協委員，1981年由茂名移居香港，1980年代中期在深水埗收購舊式唐樓，再將單位改建為板間房出租，成功賺得第一桶金，成為「劏房大王」。多年前香港政府收購其眾多物業，梁因此獲利甚豐，其後轉戰中國內地房地產，投資均數以十億元計。
2011年，梁平被香港傳媒揭發涉及區議會選舉種票風波。

## 家庭
梁平的女兒是香港歌手梁佑嘉。